# 金安橋駅
金安橋駅（きんあんきょうえき）とは中華人民共和国北京市石景山区に位置する北京地下鉄6号線、11号線とS1線の駅である。

## 駅構造
- 島式ホーム1面2線を有する地上駅。

## 歴史
- 2017年12月30日 - 開業[1]。
- 2018年12月30日 - 6号線が開業。
- 2021年12月31日 - 11号線が開業。

## 隣の駅
北京地下鉄
■6号線
金安橋駅 - 苹果園駅
■11号線
模式口駅 - 金安橋駅 - 北辛安駅
■S1線
苹果園駅 - 金安橋駅 - 四道橋駅